# Gymnogramma rutiifolia
Gymnogramma rutiifolia là một loài thực vật có mạch trong họ Adiantaceae. Loài này được (R. Br.) Desv. miêu tả khoa học đầu tiên năm 1827.